# Isuzu Florian
Isuzu Florian är en personbil som tillverkades av den japanska biltillverkaren Isuzu mellan 1967 och 1983. Namnet levde vidare en liten tid på dess efterföljare, som såldes som Isuzu Florian Aska under sina första två år i produktion.

## Isuzu Florian
Isuzu Florian utvecklades parallellt med coupén Isuzu 117 och de två modellerna delade tekniken under skalet. Bilen hade en för japanska förhållanden mycket lång produktionstid med endast två mindre uppdateringar, men den byggdes i relativt litet antal. Vid sidan av fyradörrars sedan erbjöds även en femdörrars kombi, klassificerad som skåpbil i Japan. Florian utvecklades tillsammans med en kompakt pick up, såld som Bedford KB i Sverige. Efterföljaren till Bedford KB såldes dock som "Isuzu Pick Up" i Sverige sedan våren 1982.
Under de första åren exporterades ett litet antal Florians till vissa marknader såsom Beneluxländerna. Under sjuttiotalet reducerades modellen till att enbart säljas på hemmamarknaden, med en årsproduktion som ofta hamnade under tusentalet. En dieselmodell lades till sent 1977 och gav bilen en ny vår; tillverkningen fyrdubblades under 1978.

## Motor
| Modell  | Motor               | Cylindervolym | Effekt | Bränslesystem    |
| ------- | ------------------- | ------------- | ------ | ---------------- |
| 1600    | 4-cyl radmotor SOHC | 1584 cm³      | 79 hk  | Enkel förgasare  |
| 1800    | 4-cyl radmotor SOHC | 1817 cm³      | 94 hk  | Enkel förgasare  |
| 1800 TS | 4-cyl radmotor SOHC | 1817 cm³      | 108 hk | Dubbla förgasare |
| Diesel  | 4-cyl radmotor SOHC | 1951 cm³      | 58 hk  | Dieselmotor      |